# Crazy to Marry
Crazy to Marry er en amerikansk stumfilm fra 1921 af James Cruze.

## Medvirkende
- Roscoe 'Fatty' Arbuckle som Dr. Hobart Hupp
- Lila Lee som Annabelle Landis
- Laura Anson som Estrella De Morgan
- Edwin Stevens som Henry De Morgan
- Lillian Leighton som Sarah De Morgan
- Bull Montana som Dago Red
- Allen Durnell som Arthur Simmons